# Brug 773
Brug 773 is een vaste brug in Amsterdam Nieuw-West.
De met betonpalen gefundeerde brug is gelegen in de straat Akersluis, waaraan ook de Molen van Sloten staat. Ze ligt aan de oostzijde van de keersluis Akersluis en overspant de Slotervaart net ten oosten van de sluis. De brug en sluis vormen bouwkundig één geheel. Ze zijn in 1964 ontworpen door de Dienst der Publieke Werken. Die had een afdeling Bruggen, maar vermoedelijk was deze niet bij het ontwerp betrokken. De bestektekening van het complex is afkomstig van de Afdeling Haven- en Waterwerken. De brug leidde na de oplevering naar het tuinbouwgebied Middelveldsche Akerpolder met daarin ook het openluchtbad Akerbad. Het zwembad verdween in de jaren zeventig; de polder werd begin 21e eeuw hier volgebouwd met woonwijk De Aker. De brug kreeg toen een nieuw wegdek en nieuwe bestrating.
Het grootste deel van sluis en brug zijn uitgevoerd in kops geplaatste bakstenen, waarbij de bakstenen de verhouding 2 (lengte) x 1 (breedte) x 1 (hoogte) hebben. Onder de brug is het elektriciteitshuisje voor de sluisbediening weggewerkt, een overeenkomst die de brug heeft met een aantal bruggen van de Amsterdamse bruggenarchitect Piet Kramer, maar die was in die tijd al lang weg bij de Publieke Werken. Een andere overeenkomst met diens werk is terug te vinden in een terras met bankjes aan de noordoostkant van de brug. Ook dat plateau is geïntegreerd in het complex. Het patroon van de bakstenen heeft zich voortgezet in de stoeptegels ten noorden van de brug. De brug had in originele vorm twee voetpaden van elk 3,08 meter breed en een rijweg van zes meter breed.
Ten zuidwesten van de brug staat het voormalige sluiswachtershuisje (de sluis wordt sinds 2010 vanuit elders centraal bediend), dat enige tijd verhuurd is geweest als overnachtingsmogelijkheid. De brug heeft aan de oostkant in een groenstrook een faunapassage, zodat kleine zoogdieren hier de Slotervaart kunnen oversteken. In die groenstrook is een paal met camera geplaatst in verband met die centrale bediening van de sluis.
Aan weerszijden van de brug bevindt zich een overdraagvoorziening voor kano's.

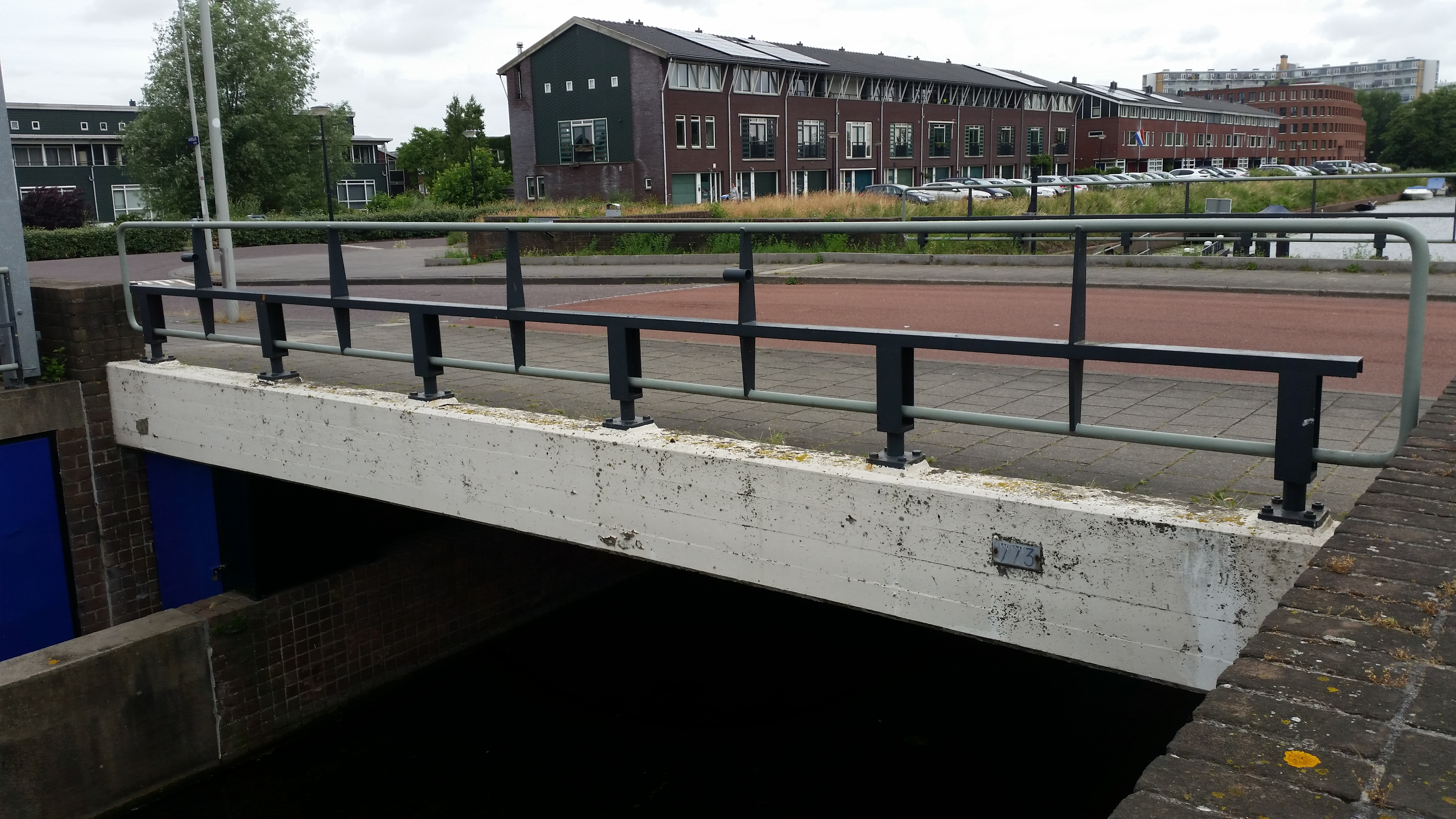
Zijaanzicht met brugnummer etc. (juli 2018)

<<< · 700 · 701 · 702 · 703 · 704 · 705 · 706 · 707 · 708 · 709 · 710 · 711 · 712 · 713 · 714 · 715 · 716 · 717 · 718 · 719 · 720 · 721 · 722 · 725 · 726 · 729 · 730-738 · 739 · 740 · 741 · 742 · 743 · 744 · 745 · 746 · 747 · 748 · 749 · 751 · 752 · 753 · 754 · 755 · 756 · 757 · 758 · 759 · 760 · 761 · 762 · 763 · 764 · 765 · 766 · 767 · 768 · 769 · 770 · 771 · 772 · 773 · 775 · 776 · 777 · 778 · 779 · 780 · 781 · 782 · 783 · 784 · 786 · 787 · 788 · 789 · 790 · 791 · 792 · 793 · 794 · 795 · 797 · >>>
Brugnummers  723, 724, 727, 728, 750, 774, 785, 796 (niet gerealiseerde brug over de Slotervaart), 798 en 799 zijn niet vergeven.